# 劉三宅
劉三宅（1545年—？），字可任，號治軒，山東青州府壽光縣人，官籍，明朝政治人物、進士出身。

## 生平
嘉靖四十三年（1564年）甲子科山東鄉試第四十二名，會試第二百二十五名，萬曆二年（1574年）登甲戌科進士第三甲第五十三名。三年授浙江永嘉县知县，八年六月考选，授吏科给事中。

## 家族
曾祖父劉鈁，曾任知府進階中憲大夫；祖父劉澄甫，曾任布政司參議；父劉士雲，號仰峰，曾任監生。母藍氏。永感下。兄三德、三俊、三禮。